# (2613) Plzeň
(2613) Plzeň – planetoida z pasa głównego asteroid okrążająca Słońce w ciągu 5 lat i 111 dni w średniej odległości 3,04 j.a. Została odkryta 30 sierpnia 1979 roku w Obserwatorium Kleť w pobliżu Czeskich Budziejowic przez Ladislava Brožka. Nazwa planetoidy pochodzi od czeskiego miasta Pilzno, miejsca urodzenia odkrywcy. Przed nadaniem nazwy planetoida nosiła oznaczenie tymczasowe (2613) 1979 QE.